# Episodi de Il medico di campagna (ventiduesima stagione)
La ventiduesima stagione della serie televisiva Il medico di campagna è stata trasmessa in anteprima in Germania dalla ZDF tra l'8 febbraio 2013 e il 17 maggio 2013.
| nº | Titolo originale         | Titolo italiano | Prima TV Germania | Prima TV Italia |
| -- | ------------------------ | --------------- | ----------------- | --------------- |
| 1  | Entführt                 |                 | 8 febbraio 2013   |                 |
| 2  | Gesichtsverlust          |                 | 15 febbraio 2013  |                 |
| 3  | Rückgrat zeigen          |                 | 22 febbraio 2013  |                 |
| 4  | Vor großen Veränderungen |                 | 1º marzo 2013     |                 |
| 5  | Fachgespräche            |                 | 8 marzo 2013      |                 |
| 6  | Kinderkrankheiten        |                 | 15 marzo 2013     |                 |
| 7  | Frischer Wind            |                 | 12 aprile 2013    |                 |
| 8  | Aus dem Spiel genommen   |                 | 19 aprile 2013    |                 |
| 9  | Asyl                     |                 | 26 aprile 2013    |                 |
| 10 | Erstickungsangst         |                 | 3 maggio 2013     |                 |
| 11 | Wahlverwandtschaften     |                 | 10 maggio 2013    |                 |
| 12 | Einsturzgefahr           |                 | 17 maggio 2013    |                 |